# Vixen (entreprise)
Vixen est une société japonaise spécialisée dans la conception, fabrication et distribution de produits optiques, notamment pour le marché de l'astronomie d'amateur. Elle a été fondée en 1949 par Kosuke Tsuchida. Son siège social est à Tokorozawa au Japon.
Le nom de la société a été inspiré par le poème américain A Visit from St. Nicholas, publié anonymement et attribué à Clement Clarke Moore ou à Henry Livingston Junior et dans lequel un des rennes du père Noël s'appelle Vixen (Furie en français).
C'est l'un des premiers fabricants à avoir automatisé un instrument astronomique avec son calculateur SkySensor. La série de lunettes apochromatiques FL, les montures équatoriales Super Polaris et Great Polaris ont connu un grand succès en Europe et aux États-Unis.

## Quelques produits
- Monture Polaris (1976)
- Monture SP ou Super Polaris (1984)
- système de pointage automatique SkySensor (1984)
- Série de lunettes FL (1985)
- série de jumelles Ultima (1986)
- Monture Atlux (1989)
- Monture GP ou Great Polaris (1992)
- Série de télescopes Klevtsov-Cassegrain VC et VMC (2002)
- Monture SX ou Sphinx avec afficheur à écran LCD Starbook (2003)
- Série de petits instruments Porta (2005)
- Monture Skypod pour petits instruments (2006)
- Monture SXD ou Sphinx Deluxe (2007)